# Koralinka rozgałęziona
Koralinka rozgałęziona (Allocetraria madreporiformis (Ach.) Kärnefelt & A. Thell) – gatunek grzybów należący do rodziny tarczownicowatych (Parmeliaceae). Ze względu na współżycie z glonami zaliczany jest do porostów.

## Systematyka i nazewnictwo
Pozycja w klasyfikacji według Index Fungorum: Parmeliaceae, Lecanorales, Lecanoromycetidae, Lecanoromycetes, Pezizomycotina, Ascomycota, Fungi.
Po raz pierwszy takson ten zdiagnozował w 1810 r. Erik Acharius nadając mu nazwę Dufourea madreporiformis. Obecną, uznaną przez Index Fungorum nazwę nadali mu w 1996 r. Ingvar Kärnefelt i Arne Thell, przenosząc go do rodzaju Allocetraria.
Synonimy nazwy naukowej:
- Cetraria madreporiformis (Ach.) Müll. Arg. 1870
- Dactylina madreporiformis (Ach.) Tuck. 1862
- Dufourea madreporiformis Ach. 1810
- Evernia madreporiformis (Ach.) Fr. 1831
- Isidium madreporiforme (Ach.) Chevall. 1826
- Lichen madreporiformis Wulfen 1791
- Parmelia madreporiformis (Ach.) Spreng. 1827
- Siphula madreporiformis (Ach.) Duby 1830[3].

Nazwa polska według W. Fałtynowicza.

## Morfologia
Plecha listkowato-krzaczkowata o wysokości do 2 cm. Powierzchnia gładka i pofałdowana o barwie białawej, żółtej, kości słoniowej, kremowej, zielonożółtej. Listki plechy rozgałęziają się. Rdzeń plechy jest biały. Fotobiontem są glony z rodzaju Trebouxia lub Chlorococcum.
Apotecja lekanorowe o średnicy 0,3–0,5 mm, siedzące, o wypukłych tarczkach barwy czerwonej, brązowej lub pomarańczowo-brązowej. Powstają w nich wydłużone, wrzecionowate lub elipsoidalno-wrzecionowate zarodniki o rozmiarach 9–15 × 2–3,5 μm. W zarodnikach brak przegród. Pyknidy częściowo lub całkowicie zanurzone w plesze. Konidiospory wrzecionowate, sierpowato zakrzywione o średnicy 8 μm i długości 14 μm.
Kwasy porostowe: atranorin, chloratranorin, kwas lichosterynowy, kwas protolichosterynowy.

## Występowanie i siedlisko
Występuje na całej półkuli północnej. Na północy sięga po północne wybrzeża Ameryki Północnej, archipelag Svalbard i Nową Ziemię. Gatunek arktyczno-alpejski, występujący głównie w tundrze i w górach. W Polsce występuje wyłącznie w Sudetach i Karpatach. W latach 2004–2014 w Polsce podlegał ochronie ścisłej, od października 2014 r. nie znajduje się już na liście chronionych gatunków porostów.
Rośnie na ziemi, próchnicy, opadłych liściach, na skałach, kamieniach, wśród niskiej roślinności alpejskiej.